# David Jenkins (konståkare)
David Jenkins, född 29 juni 1936 i Akron i Ohio, är en amerikansk före detta konståkare.
Jenkins blev olympisk guldmedaljör i konståkning vid vinterspelen 1960 i Squaw Valley.